# 3月4日
3月4日（さんがつよっか）は、グレゴリオ暦で年始から63日目（閏年では64日目）にあたり、年末まであと302日ある。かつてはアメリカ合衆国大統領の就任の日でもあった。

## できごと

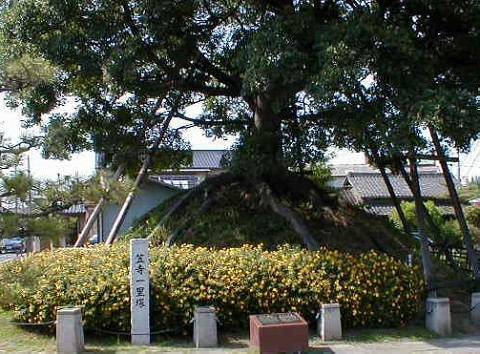
江戸幕府が東海道・東山道・北陸道に一里塚を設置(1604)。画像は東海道笠寺の一里塚。

- 1152年 - フリードリヒ1世が神聖ローマ皇帝に即位。
- 1167年（仁安2年2月11日） - 平清盛が太政大臣に就任する[1]。
- 1351年 - ラーマーティボーディー1世（ウートーン王）がアユタヤ王朝を創始。
- 1386年 - ヴワディスワフ2世がポーランド王として戴冠。
- 1474年（文明6年2月16日） - 一休宗純が大徳寺の住持に就任する。
- 1582年 - パリのレストラン・トゥール・ダルジャンが開業。
- 1604年（慶長9年2月4日） - 江戸幕府が東海道・東山道・北陸道に一里塚を設置する。
- 1657年（明暦3年1月18日） - 明暦の大火が記録上鎮火する。
- 1665年 - イギリスがオランダに宣戦布告し、第二次英蘭戦争が勃発。
- 1675年 - ジョン・フラムスティードがイギリスの初代王室天文官に任命される。
- 1791年 - バーモント共和国がアメリカ合衆国に加入し、14番目の州・バーモント州となる。
- 1791年 - イギリスの北米植民地をアッパー・カナダとローワー・カナダに分割する植民地統治法（英語版）がイギリス議会を通過。
- 1794年 - アメリカ合衆国憲法修正第11条が議会で可決。
- 1797年 - ジョージ・ワシントンが退職。
- 1798年（寛政9年1月17日） - 湯島聖堂を「昌平坂学問所」と改称し、同時に幕府の直轄とする。
- 1824年 - 国立難破船救命協会（現 王立救命艇協会）設立。
- 1863年 - アイダホ準州設置。
- 1877年 - チャイコフスキー作曲のバレエ作品『白鳥の湖』がボリショイ劇場バレエ団により初演[2]。
- 1882年 - ロンドンでイギリス初の路面電車が走る。
- 1890年 - イギリス最長の橋フォース鉄道橋が、ウェールズ皇太子 (後のエドワード7世）によって開通される[3]。
- 1899年 - 日本で（旧）著作権法公布。
- 1902年 - シカゴでアメリカ自動車協会設立。
- 1917年 - モンタナ州選出のジャネット・ランキン下院議員が初登院。アメリカ初の女性下院議員。
- 1929年 - ハーバート・フーヴァーが第31代アメリカ合衆国大統領に就任。
- 1931年 - マハトマ・ガンディーとインド総督エドワード・ウッドが、不服従運動の中止などを定めたデリー協定に調印。
- 1933年 - フランクリン・ルーズベルトが第32代アメリカ合衆国大統領に就任（これ以降のアメリカ合衆国大統領は1月20日就任に変更）。
- 1933年 - ルーズベルト米大統領がフランシス・パーキンス（英語版）を労働長官に任命。アメリカ初の女性閣僚。
- 1935年 - 天皇機関説事件: 岡田啓介首相が議会で天皇機関説への反対を表明。
- 1935年 - 特高警察が日本共産党中央委員・袴田里見を逮捕。
- 1942年 - 浜名湖アサリ貝毒事件: 静岡県新居町でアサリを原因とする集団食中毒が発生。112人が死亡[4]。
- 1944年 - 宝塚歌劇が戦時下不適とされ休演となり、最後の公演が行われる[5]。
- 1948年 - 高知県大正町で大火。大正営林署、町役場など190戸焼失、被災者約1,300人[6]。家屋456棟と山林49.6haが全焼[7]。
- 1951年 - インド・ニューデリーで第1回アジア競技大会開幕。3月11日まで。
- 1952年 - 北海道でマグニチュード8.2の十勝沖地震が発生。死者28名・行方不明者5名、建物8500世帯以上の被害[8]。
- 1966年 - カナダ太平洋航空402便着陸失敗事故。東京国際空港でカナダ太平洋航空のDC-8が着陸に失敗し墜落。64名死亡。
- 1967年 - 高見山が外国人初の関取に昇進。
- 1968年 - 広島県尾道市尾崎町と向島町を結ぶ尾道大橋開通。日本初の本格的斜張橋[9]。
- 1976年 - スーパーコンピュータCray-1の1号機がロスアラモス国立研究所に納入される。
- 1977年 - ルーマニア地震。首都ブカレストを中心に死者1,578名、負傷者11,300名、35,000棟以上の建物倒壊の被害が発生。
- 1979年 - 中央競馬で9年連続首位騎手の福永洋一が落馬。脳挫傷を負い騎手生命が絶たれる。
- 1978年 - 長谷川恒男がアイガー北壁の冬季単独登頂に成功。ヨーロッパアルプスの3大北壁の冬期単独初登攀の成功は世界初。
- 1994年 - 衆院選の小選挙区比例代表並立制導入などの政治改革関連4法案が成立。
- 2000年 - ソニー・コンピュータエンタテインメントが家庭用ゲーム機PlayStation 2を日本国内で発売。
- 2004年 - 読売ジャイアンツの長嶋茂雄終身名誉監督が脳梗塞で倒れる。
- 2009年 - 国際刑事裁判所がスーダン大統領オマル・アル＝バシールに対しダルフール紛争における人道に対する罪、ジェノサイド罪で逮捕状を発行[10]。国際刑事裁判所の現職の国家元首の起訴は初。
- 2012年 - 2012年ロシア大統領選挙が行われ、ウラジーミル・プーチンが当選[11]。
- 2017年　可部線、可部駅ーあき亀山駅間延伸開業。
- 2018年 - イギリスに亡命していた元ロシア連邦軍参謀本部情報総局大佐、セルゲイ・スクリパリが娘とともに意識不明の状態で発見される[12]。
- 2020年 - JO1が「PROTOSTAR」から「無限大（infinity）」でデビュー[13]。
- 2024年 - 日経平均株価が史上初めて4万円の大台に乗せた[14][15]。
- 2024年 - 京都大学医学部附属病院が、肺と肝臓の一部を同時に移植する世界で初めての手術に成功したと発表[16]。

## 誕生日

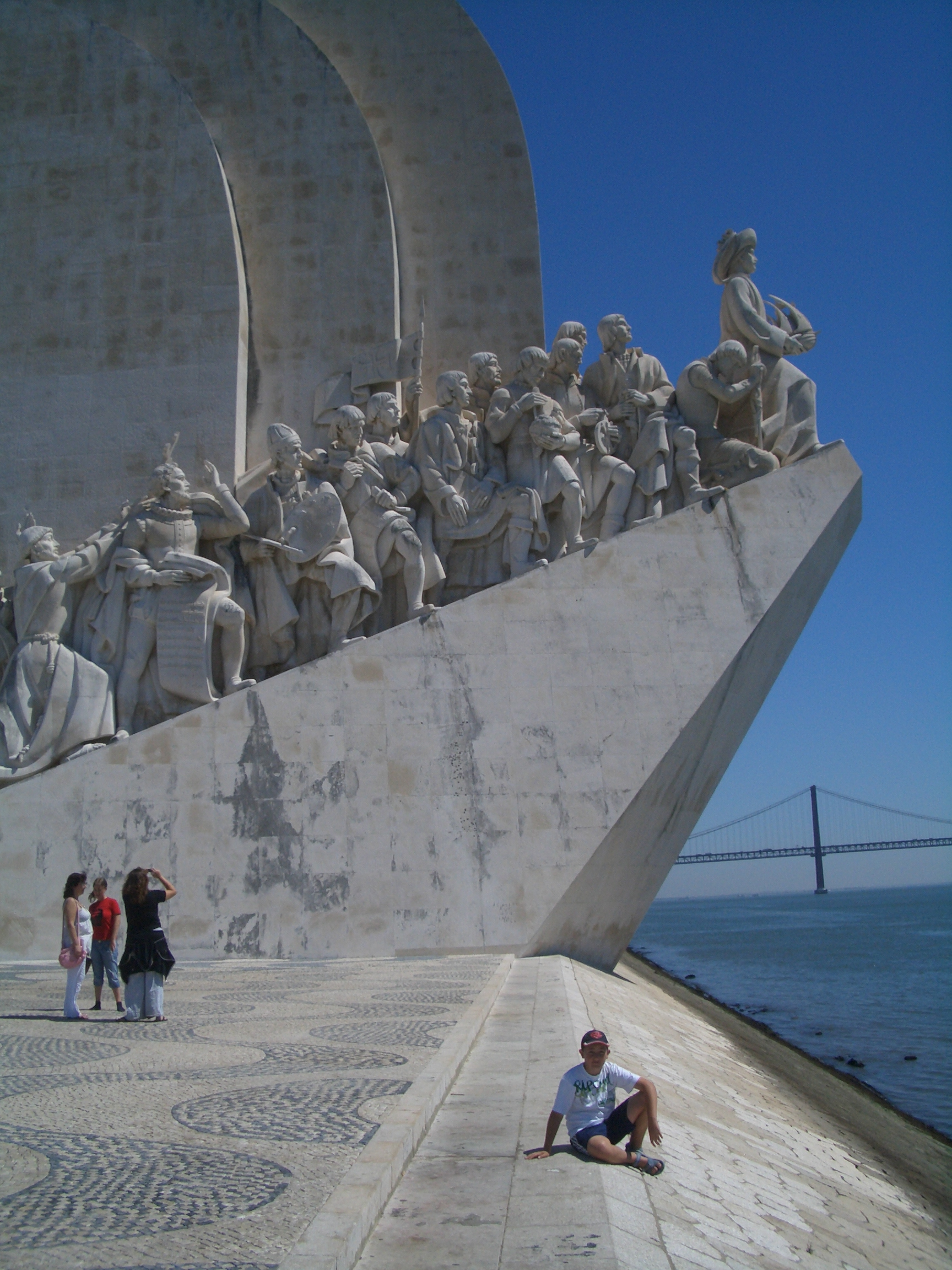
大航海時代の幕を開いたエンリケ航海王子(1394-1460)誕生。画像の「発見のモニュメント」(1960)先頭がエンリケ。

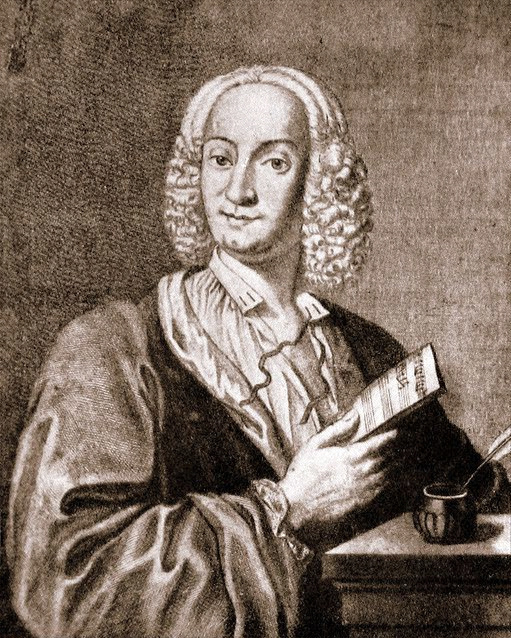
協奏曲集『四季』(1723)で知られるバロックの作曲家アントニオ・ヴィヴァルディ(1678-1741)誕生。

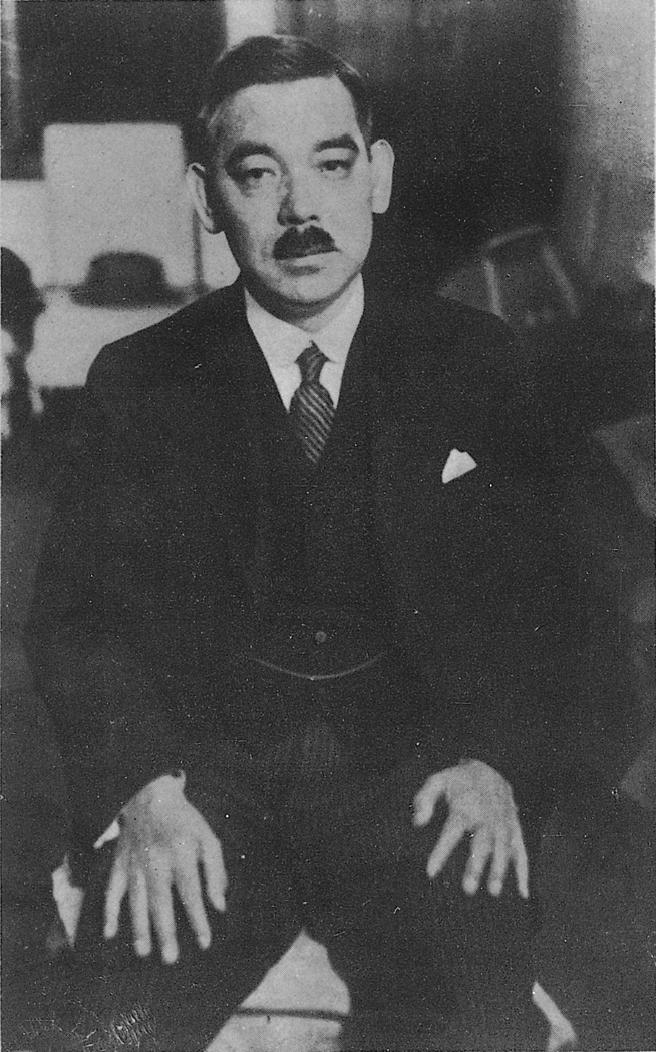
第二次世界大戦前夜の代表的な外交官、松岡洋右(1880-1946)誕生。

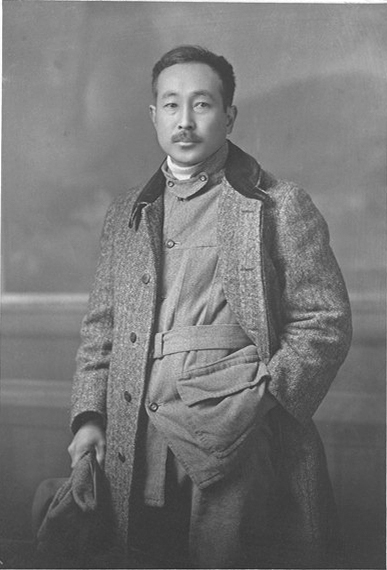
白樺派の中心人物の一人、作家有島武郎(1878-1923)誕生。

- 1188年 - ブランシュ・ド・カスティーユ、フランス王妃（+ 1252年）
- 1394年 - エンリケ航海王子、ポルトガルの王族（+ 1460年）
- 1533年（天文2年2月9日） - 島津義久、薩摩国の戦国大名（+ 1611年）
- 1561年（永禄4年2月19日） - 井伊直政、戦国武将、初代彦根藩主（+ 1602年）
- 1670年（寛文10年1月13日） - 大村純庸、第6代大村藩主（+ 1738年）
- 1678年 - アントニオ・ヴィヴァルディ、作曲家（+ 1741年）
- 1741年 - カシミーロ・ゴメス・オルテガ、医師、植物学者、薬物学者 (+ 1818年)
- 1760年（宝暦10年1月17日） - 前田利物、第7代大聖寺藩主（+ 1788年）
- 1782年 - ヨハン・ルドルフ・ウィース、編集者（+ 1830年）
- 1793年（寛政5年1月22日） - 大塩平八郎、儒学者、大坂町奉行所与力（+ 1837年）
- 1803年（享和3年閏1月11日） - 高木正明、第11代丹南藩主（+ 1869年）
- 1816年（享和3年2月6日） - 堀田正義、第7代宮川藩主（+ 1841年）
- 1817年 - エドワーズ・ピアポント、第33代アメリカ合衆国司法長官（+ 1892年）
- 1822年 - ジュール・アントワーヌ・リサジュー、数学者、物理学者（+ 1880年）
- 1851年（寛文10年2月2日） - 竹腰正旧、初代今尾藩主（+ 1910年）
- 1863年 - レジナルド・インズ・ポコック、動物学者（+ 1947年）
- 1874年 - 稀音家浄観、長唄三味線奏者（+ 1956年）
- 1878年 - 有島武郎、小説家（+ 1923年）
- 1878年 - ピョートル・ウスペンスキー、神秘思想家（+ 1947年）
- 1879年 - 有馬忠三郎、弁護士、弁理士、貴族院勅選議員（+ 1958年）
- 1880年 - 松岡洋右、外交官、外務大臣（+ 1946年）
- 1884年 - 吉田初三郎、鳥瞰図絵師（+ 1955年）
- 1889年 - 洪思翊、陸軍軍人（+ 1946年）
- 1890年 - ノーマン・ベチューン、医師（+ 1939年）
- 1891年 - ホセ・アコスタ、元プロ野球選手（+ 1977年）
- 1891年 - ダジー・ヴァンス、元プロ野球選手（+ 1961年）
- 1892年 - ニコライ・コンドラチエフ、経済学者（+ 1938年）
- 1897年 - フランク・オドール、元プロ野球選手（+ 1969年）
- 1898年 - ハンス・クレープス、軍人（+ 1945年）
- 1898年 - ジョルジュ・デュメジル、比較神話学者、言語学者（+ 1986年）
- 1904年 - ジョージ・ガモフ、理論物理学者（+ 1968年）
- 1904年 - ルイス・カレロ・ブランコ、政治家、元スペイン首相（+ 1973年）
- 1906年 - 瀧花久子、女優（+ 1985年）
- 1907年 - マリア・ブラニャス・モレラ、世界最高齢者（+ 2024年）
- 1909年 - 赤松啓介、民俗学者（+ 2000年）
- 1913年 - ジョン・ガーフィールド、俳優（+ 1952年）
- 1913年 - 栗原貞子、詩人（+ 2005年）
- 1914年 - 佐藤晃一、ドイツ文学者（+ 1967年）
- 1915年 - 緑川洋一、写真家、医師（+ 2001年）
- 1916年 - ハンス・アイゼンク、心理学者（+ 1997年）
- 1917年 - 砂田重民、政治家（+ 1990年）
- 1918年 - 小桜葉子、女優（+ 1970年）
- 1918年 - マーガレット・オズボーン・デュポン、テニス選手（+ 2012年）
- 1920年 - 荒金天倫、僧侶（+ 1990年）
- 1921年 - 槇枝元文、教育者、労働運動家、総評議長（+ 2010年）
- 1922年 - 古川清蔵、元プロ野球選手（+ 2018年）
- 1923年 - 永井道雄、教育社会学者（+ 2000年）
- 1925年 - 三谷信、実業家（+ 2000年）
- 1925年 - ポール・モーリア、作曲家（+ 2006年）
- 1926年 - 遠藤幸吉、柔道家、プロレスラー
- 1926年 - パスカル・ペレス、プロボクサー（+ 1977年）
- 1927年 - 佐藤金三郎、経済学者（+ 1989年）
- 1928年 - 黒田義之、映画監督（+ 2015年）
- 1928年 - アラン・シリトー、作家（+ 2010年）
- 1929年 - 香椎くに子、女優、声優（+ 2008年）
- 1929年 - ベルナルト・ハイティンク、指揮者（+ 2021年）
- 1929年 - ジュゼプ・メストレス・クアドレニ、作曲家（+ 2021年）
- 1931年 - 天知茂、俳優、歌手（+ 1985年）
- 1932年 - リシャルト・カプシチンスキ、ジャーナリスト、作家（+ 2007年）
- 1934年 - 森岡賢一郎、作曲家（+ 2018年）
- 1935年 - ベント・ラーセン、チェスプレーヤー（+ 2010年）
- 1936年 - ジム・クラーク、レーシングドライバー（+ 1968年）
- 1938年 - 伊藤豪、俳優
- 1940年 - 岩下光一、元プロ野球選手
- 1941年 - ユーリ・シモノフ、指揮者
- 1941年 - エイドリアン・ライン、映画監督
- 1941年 - デヴィッド・ダーリング、チェリスト、作曲家（+ 2021年）
- 1942年 - 山田宏臣、陸上競技選手（+ 1981年）
- 1942年 - 田村奈巳、女優
- 1943年 - 立花照人、元プロ野球選手
- 1944年 - 三田一郎、素粒子物理学者
- 1944年 - 藤原新也、写真家
- 1944年 - 本村三四子、漫画家
- 1944年 - ボビー・ウーマック、シンガーソングライター、ギタリスト（+ 2014年）
- 1945年 - 村井邦彦、作曲家
- 1946年 - 桜井浩子、女優
- 1946年 - 中条きよし、俳優、歌手、政治家
- 1946年 - エディ・アイカウ、サーファー（+ 1978年）
- 1947年 - ヤン・ガルバレク、ジャズサックス奏者
- 1948年 - 順みつき、女優（+ 2018年）
- 1948年 - 志賀公江、漫画家
- 1948年 - レロン・リー、元プロ野球選手
- 1948年 - ジェイムズ・エルロイ、小説家
- 1948年 - クリス・スクワイア、ミュージシャン（イエス）（+ 2015年）
- 1949年 - 黒川博行、小説家
- 1951年 - 山本リンダ、歌手
- 1951年 - クリス・レア、シンガーソングライター
- 1951年 - ケニー・ダルグリッシュ、元サッカー選手、指導者
- 1951年 - サム・パラーゾ、元プロ野球選手
- 1953年 - 魔夜峰央、漫画家
- 1953年 - よだひでき、漫画家
- 1954年 - フランソワ・フィヨン、政治家、19代フランス首相
- 1954年 - 山本達彦、シンガーソングライター
- 1955年 - 佐野史郎、俳優
- 1956年 - 加藤和宏、調教師、元騎手
- 1956年 - 大森章督、声優、ナレーター
- 1957年 - 五十嵐浩晃、シンガーソングライター
- 1958年 - 戸田誠司、ミュージシャン、音楽プロデューサー
- 1959年 - 山田貴敏、漫画家
- 1959年 - マイク・ブラウン、元プロ野球選手
- 1960年 - 大野和士、指揮者
- 1960年 - 柴柳二郎、アナウンサー
- 1961年 - 大場真人、声優、ナレーター
- 1961年 - 浅野温子、女優
- 1961年 - 金子柱憲、プロゴルファー
- 1962年 - 冨家規政、俳優
- 1963年 - 坪倉唯子、歌手（B.B.クィーンズ）
- 1963年 - 野島伸司、脚本家
- 1964年 - MORRIE、歌手
- 1965年 - 小谷真生子、キャスター
- 1965年 - 丸山敬太、ファッションデザイナー
- 1966年 - シャーリーン・ウォン、フィギュアスケート選手
- 1967年 - ふじいあきら、マジシャン
- 1967年 - 大塚裕子、新体操選手
- 1968年 - ジョバンニ・カラーラ、元プロ野球選手
- 1968年 - パッツィ・ケンジット、女優、歌手
- 1969年 - 白井康勝、元プロ野球選手
- 1969年 - まねだ聖子、ものまねタレント
- 1970年 - アレックス・クリビーレ、オートバイレーサー
- 1970年 - 河本忍、俳優
- 1971年 - 本山哲、レーシングドライバー
- 1971年 - ネリオ・ロドリゲス、元プロ野球選手
- 1972年 - ヨス・フェルスタッペン、レーシングドライバー
- 1972年 - 片岡愛之助 (6代目)、歌舞伎役者
- 1973年 - 緒方かな子、タレント
- 1973年 - きよこ、タレント
- 1974年 - 安井順平、お笑い芸人
- 1974年 - アリエル・オルテガ、元サッカー選手
- 1974年 - 三浦拓実、アナウンサー
- 1975年 - 大井昌和、漫画家
- 1975年 - 篠瀬三十七、元プロレスラー
- 1975年 - キルステン・ボルム、陸上競技選手
- 1975年 - クラウディオ・リベルジャーニ、元プロ野球選手
- 1976年 - ヒラム・ボカチカ、元プロ野球選手
- 1977年 - 星野卓也、お笑い芸人、ラジオパーソナリティ、司会者
- 1977年 - 今野忠成、騎手
- 1977年 - 氏原ワタル、シンガーソングライター（DOES）
- 1979年 - ヴィアチェスラフ・マラフェエフ、元サッカー選手
- 1980年 - 大原浩司、騎手
- 1981年 - 酒井順也、元プロ野球選手
- 1982年 - ランドン・ドノバン、サッカー選手
- 1982年 - 倉田大誠、アナウンサー
- 1982年 - 前田けゑ、タレント、実業家
- 1983年 - 加藤綾、競艇選手
- 1983年 - サミュエル・コンテスティ、フィギュアスケート選手
- 1985年 - KONAN、タレント、グラビアアイドル（元SDN48）
- 1985年 - マイケル・マッケンリー、元プロ野球選手
- 1986年 - 真崎ゆか、R&Bシンガー
- 1986年 - マルティン・シュナイデル、野球選手
- 1987年 - 大田明奈、タレント、元グラビアアイドル
- 1987年 - 國保陽平、元プロ野球選手
- 1987年 - テオドル・ビャルナソン、サッカー選手
- 1988年 - 細田善彦、俳優
- 1988年 - 内野未来、元グラビアアイドル
- 1988年 - ダイスケ、シンガーソングライター
- 1988年 - ホセ・デポーラ、プロ野球選手
- 1989年 - 杉江優篤、俳優
- 1989年 - エリン・ヘザートン、ファッションモデル
- 1989年 - ルビー・デラロサ、プロ野球選手
- 1990年 - 蓮沼藍、元タレント
- 1990年 - 仲野光馬、騎手
- 1990年 - 佐藤詩織、元バスケットボール選手
- 1990年 - アンドレア・ボーウェン、女優
- 1990年 - マクシミリアーノ・オリバ、サッカー選手
- 1990年 - フラン・メリダ、サッカー選手
- 1990年 - アリアナ・ヴァンダープール＝ウォレス、競泳選手
- 1991年 - 中村蒼、俳優
- 1991年 - 川満寛弥、元プロ野球選手
- 1991年 - 古田ひろこ、タレント
- 1991年 - 惠若琪、元バレーボール選手
- 1992年 - 藤井黎元、三味線奏者
- 1992年 - 定方俊樹、陸上選手
- 1992年 - 公文克彦、元プロ野球選手
- 1993年 - 八木沢元樹、陸上選手
- 1993年 - 佳苗るか、脚本家、元AV女優
- 1994年 - 沼田拓巳、元プロ野球選手
- 1995年 - 相楽樹、女優
- 1996年 - ティモ・バウムガルトル、サッカー選手
- 1996年 - 大竹彩加、アナウンサー
- 1997年 - 原大智、フリースタイルスキーモーグル選手
- 1997年 - 中村ゆりか、女優
- 1997年 - DAOKO、アーティスト
- 1998年 - 原正和、棋士 (囲碁)
- 1999年 - 藤井梨央、元アイドル（元こぶしファクトリー）
- 2000年 - 田口華、女優、アイドル（元さくら学院）
- 2000年 - 鈴木励和、俳優
- 2000年 - 唯井まひろ、AV女優
- 2001年 - 牧野翔矢、プロ野球選手
- 2003年 - 小山璃奈、ファッションモデル、アイドル（元マジカル・パンチライン）
- 2003年 - 横山歩夢、サッカー選手
- 2004年 - ブランドン・バリエラ、プロ野球選手
- 2006年 - 石田悠佳、女優、アイドル（LINKL PLANET）
- 生年不詳 - 堀内美里、北海道放送アナウンサー
- 生年不詳 - 葵海人、声優
- 生年不詳 - 小林俊夫、声優
- 生年不詳 - 古川由利奈、声優
- 生年不詳 - 鹿乃しうこ、漫画家
- 生年不詳 - 桑田乃梨子、漫画家
- 生年不詳 - 寿らいむ、漫画家
- 生年不詳 - はやかわともこ、漫画家
- 生年不詳 - 濱田理恵、歌手、音楽家

## 忌日

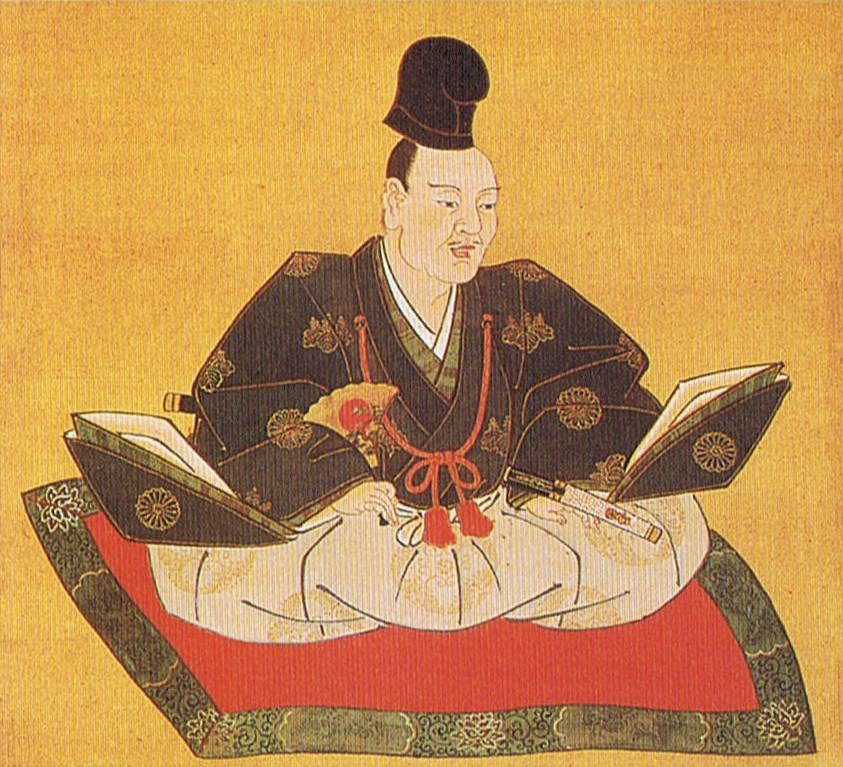
源義仲(1154-1184)、粟津の戦いで討死。『平家物語』で旭将軍と称された。

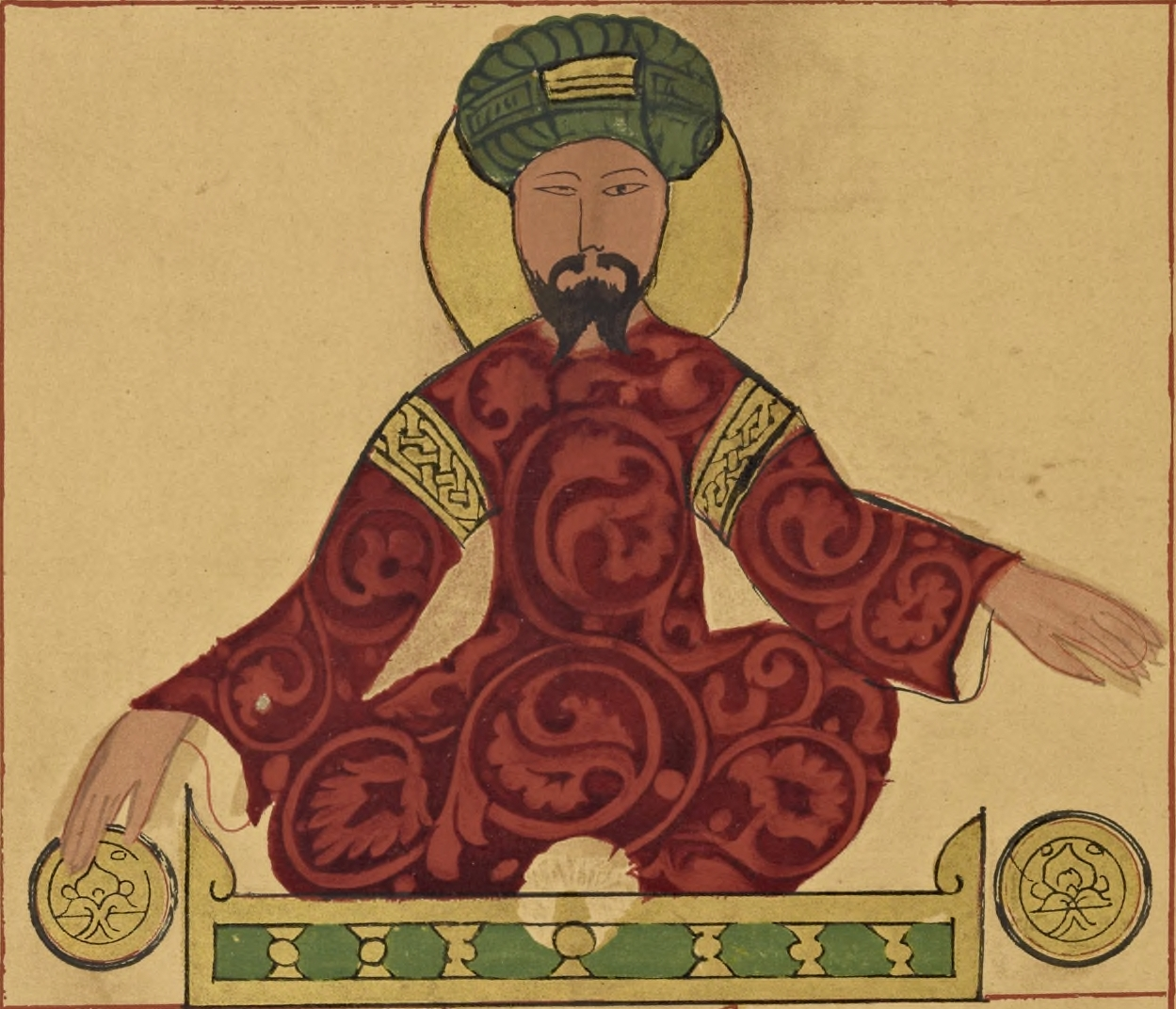
イスラムの軍事指導者でアイユーブ朝を創設したサラーフッディーン(1137もしくは1138-1193)病没。

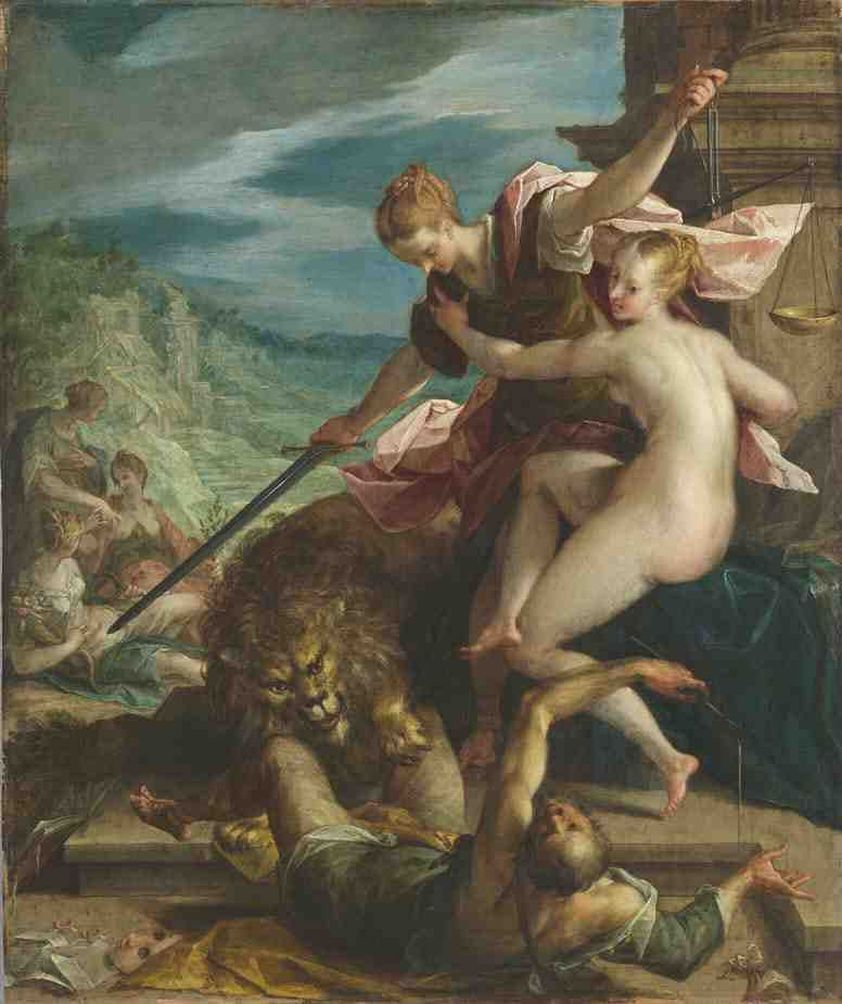
マニエリスムの画家ハンス・フォン・アーヘン(1552-1615)没。画像は『寓話または正義の勝利』(1598)。

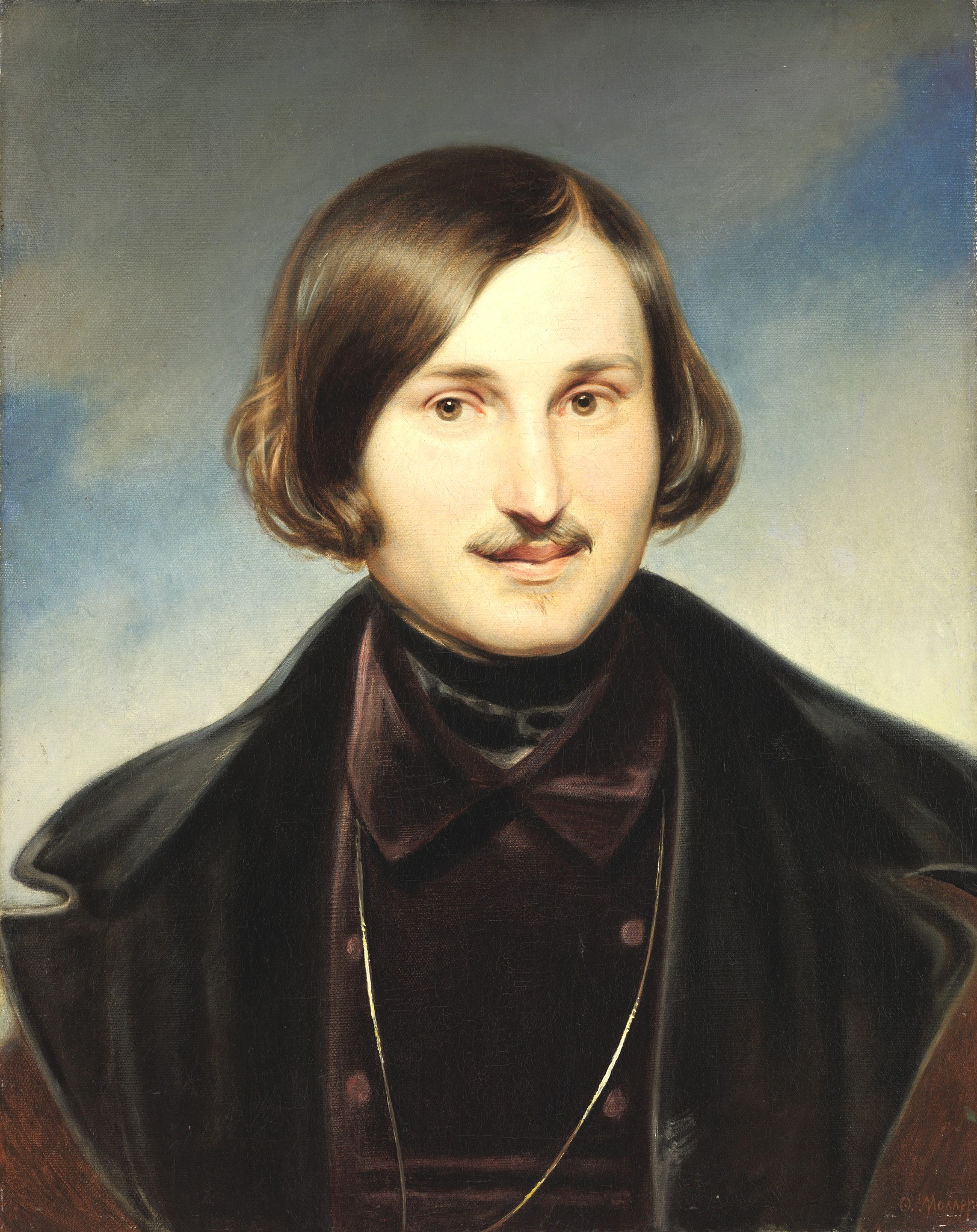
ロシアの作家ニコライ・ゴーゴリ(1809-1852)没。

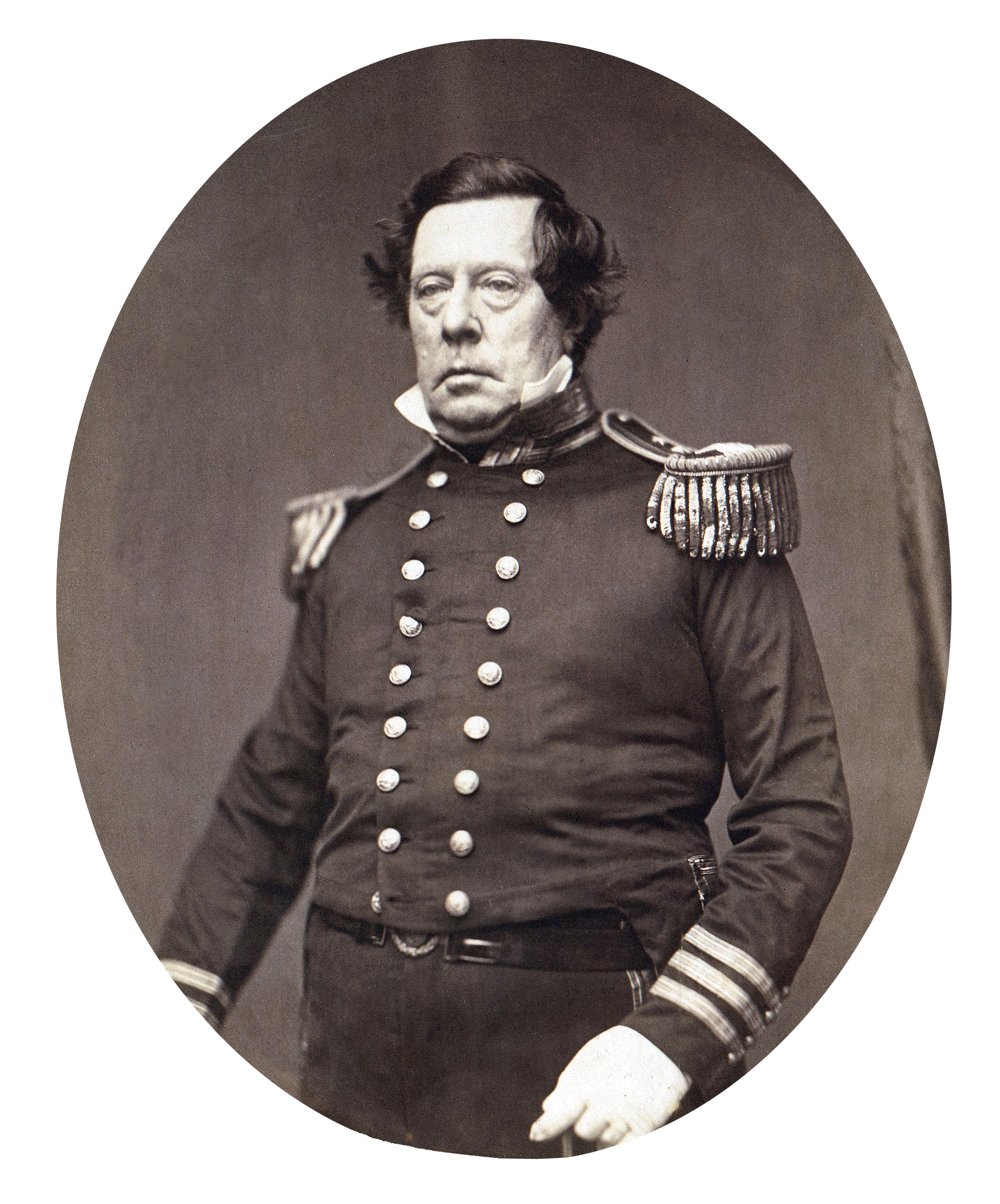
日本を開国させたマシュー・ペリー(1794-1858)没。

- 1160年（永暦元年1月25日） - 源義平、平安時代の武将（* 1141年）
- 1172年 - イシュトヴァーン3世、ハンガリー王（* 1147年）
- 1184年（元暦元年1月20日） - 源義仲、平安時代末期の武将（* 1154年）
- 1193年 - サラーフッディーン、アイユーブ朝創始者（* 1137年または1138年）
- 1303年 - ダニール・アレクサンドロヴィチ、モスクワ公（* 1261年）
- 1576年（天正4年2月4日） - 畠山義隆、能登国の戦国大名（* 1556年）
- 1615年 - ハンス・フォン・アーヘン、画家（* 1552年）
- 1701年（元禄14年1月25日） - 契沖、国学者、僧侶（* 1640年）
- 1710年 - ルイ3世、コンデ公（* 1668年）
- 1805年 - ジャン＝バティスト・グルーズ、画家（* 1725年）
- 1832年 - ジャン＝フランソワ・シャンポリオン、考古学者（* 1790年）
- 1852年 - ニコライ・ゴーゴリ、小説家（* 1809年）
- 1855年（安政2年1月16日） - 江川英龍、伊豆国韮山代官（* 1801年）
- 1858年 - マシュー・ペリー、軍人、日米和親条約を締結（* 1794年）
- 1883年 - アレクサンダー・スティーヴンズ、アメリカ連合国副大統領（* 1812年）
- 1893年 - 池田慶政、第8代岡山藩主（* 1823年）
- 1906年 - ジョン・マカリスター・スコフィールド、アメリカ陸軍総司令官（* 1831年）
- 1910年 - クヌート・オングストローム、物理学者（* 1857年）
- 1914年 - 松田正久、政治家（+ 1845年）
- 1916年 - フランツ・マルク、画家（* 1880年）
- 1919年 - 成瀬仁蔵、牧師、教育者（+ 1858年）
- 1925年 - モーリッツ・モシュコフスキ、作曲家（* 1854年）
- 1925年 - モンテ・ウォード、元プロ野球選手（* 1860年）
- 1929年 - 澤田正二郎、役者（+ 1892年）
- 1935年 - 久邇邦久、華族、陸軍軍人（* 1902年）
- 1941年 - ルートヴィッヒ・クヴィデ、歴史学者、平和主義者（* 1858年）
- 1944年 - 近藤次繁、外科医・医学者（+ 1866年）
- 1944年 - ルイス・バカルター、ギャング（* 1897年）
- 1948年 - 千家元麿、詩人（* 1888年）
- 1948年 - アントナン・アルトー、俳優、作家（* 1896年）
- 1952年 - チャールズ・シェリントン、生理学者（* 1857年）
- 1956年 - 服部之総、歴史学者（* 1901年）
- 1960年 - レナード・ウォーレン、バリトン歌手（* 1911年）
- 1963年 - ベン・ブルース・ブレイクニー、弁護士　(* 1908年)
- 1965年 - 有田八郎、政治家（* 1884年）
- 1967年 - 和田博雄、農林官僚、元農林大臣・経済安定本部総務長官・物価庁長官（* 1903年）
- 1971年 - 山茶花究、俳優、芸人（* 1914年）
- 1972年 - "スカーフェイス"・ジョン・ウィリアムズ、R&Bシンガー（1938年）
- 1973年 - 宇都美清、歌手（* 1928年）
- 1976年 - ヴァルター・ショットキー、物理学者（* 1886年）
- 1977年 - ルートヴィヒ・シュヴェリン・フォン・クロージク、ドイツ首相代行（* 1887年）
- 1977年 - 木川田一隆、実業家、元東京電力社長、経済同友会代表幹事（* 1899年）
- 1979年 - 保利茂、政治家、第59代衆議院議長（* 1901年）
- 1980年 - ルーキー新一、コメディアン（* 1935年）
- 1982年 - 人生幸朗、漫才師（* 1907年）
- 1986年 - リチャード・マニュエル、ミュージシャン（ザ・バンド）（* 1943年）
- 1987年 - 北村西望、彫刻家（* 1884年）
- 1988年 - 赤堀全子、料理研究家（* 1907年）
- 1989年 - 南廣、俳優、ドラマー（* 1928年）
- 1991年 - 石井順一、高校野球指導者（* 1899年）
- 1991年 - 八木正生、ピアニスト、作曲家、編曲家（* 1932年）
- 1992年 - 大和球士、スポーツライター（* 1910年）
- 1992年 - 伊藤五百亀、彫刻家（* 1918年）
- 1993年 - 倉島至、政治家、元長野市長（（* 1901年）
- 1993年 - 樫尾忠雄、実業家、カシオ計算機創業者（* 1917年）
- 1993年 - 岩本章、元プロ野球選手（* 1921年）
- 1994年 - 小林弘隆、画家、イラストレーター（* 1938年）
- 1994年 - ジョン・キャンディ、俳優（* 1950年）
- 1997年 - ロバート・H・ディッケ、物理学者（* 1916年）
- 1999年 - 桜井長一郎、声帯模写芸人（* 1917年）
- 2001年 - 大和田明、元プロ野球選手（* 1934年）
- 2001年 - グレン・ヒューズ、歌手（* 1950年）
- 2002年 - 半村良、小説家（* 1933年）
- 2003年 - セバスチアン・ジャプリゾ、小説家（* 1931年）
- 2004年 - ジョージ・ペイク、物理学者（* 1924年）
- 2004年 - 中野弘彦、日本画家（* 1927年）
- 2005年 - 木川かえる、漫画家、ジャズ漫画家（* 1922年）
- 2006年 - 清水禮子、哲学者、青山学院大学名誉教授（* 1935年）
- 2008年 - 馬場富、政治家、元参議院議員（* 1924年）
- 2008年 - レナード・ローゼンマン、作曲家（* 1924年）
- 2008年 - 小島朋之、京都工芸繊維大学名誉教授（* 1928年）
- 2008年 - 山岡優子[18]、ピアニスト（* 1934年）
- 2008年 - ゲイリー・ガイギャックス、作家、ゲームデザイナー（* 1938年）
- 2008年 - 宗圓壽一[19]、政治学者（* 1943年）
- 2008年 - 柳原和子、ノンフィクション作家（* 1950年）
- 2009年 - ホートン・フート、劇作家、脚本家（* 1916年）
- 2009年 - サルヴァトーレ・サンペリ、映画監督（* 1944年）
- 2010年 - アンジェロ・ポッフォ、元プロレスラー（* 1925年）
- 2010年 - 古賀昭典[20]、自衛官、元航空自衛隊航空総隊司令官（* 1928年)
- 2010年 - 近藤鉄雄、政治家、元労働大臣、元経済企画庁長官（* 1929年）
- 2010年 - ウラジスラフ・アルジンバ、政治家、アブハジア共和国初代大統領（* 1945年)
- 2011年 - クリシュナ・プラサド・バッタライ、政治家、元ネパール首相（* 1924年）
- 2011年 - シモン・ファンデルメール、物理学者、ノーベル物理学賞受賞者（* 1925年）
- 2011年 - 佐野武治、照明技師、日本映画テレビ照明協会会長（* 1930年）
- 2011年 - 佐久間純子、声優（* 1964年）
- 2012年 - 神波史男、脚本家（* 1934年）
- 2012年 - 東出康博、元プロ野球選手（* 1950年）
- 2013年 - 松永碩、実業家、元サッカー選手（* 1928年）
- 2014年 - 呉天明、映画監督、映画プロデューサー（* 1939年）
- 2014年 - 大坪正則、スポーツ経営学者、経営コンサルタント（* 1947年）
- 2015年 - 伊奈一郎[21]、実業家、元日本食糧新聞社社長（* 1924年）
- 2015年 - 西沢信孝、アニメーション監督、アニメプロデューサー（* 1940年）
- 2015年 - 田中良之[22]、考古学者、九州大学教授、前日本考古学協会長（* 1953年）
- 2016年 - 沢田一精、政治家、元熊本県知事（* 1921年）
- 2016年 - 宮田亮[23]、実業家、元東海ゴム工業社長（* 1934年）
- 2016年 - パット・コンロイ、小説家（* 1945年）
- 2017年 - トーマス・スターツル、外科医（* 1926年）
- 2017年 - クレイトン・キース・ヤイター、政治家、元米国農務長官（* 1930年）
- 2017年 - 長友啓典、グラフィックデザイナー（* 1939年）
- 2017年 - 津雲むつみ、漫画家（* 1952年）
- 2017年 - 井之上隆志、俳優（* 1960年）
- 2018年 - 比留間一成、詩人、教育研究者（* 1924年）
- 2018年 - ラッセル・ソロモン、実業家、タワーレコード創業者（* 1925年）
- 2018年 - 三浦不二夫[24]、歯科医師、東京医科歯科大学名誉教授（* 1926年）
- 2018年 - 宮坂博敏、政治家、元更埴市長・千曲市長（* 1928年）
- 2018年 - 加藤廣志、バスケットボール指導者（* 1937年）
- 2018年 - パトリック・ドイル、ドラマー（ヴェロニカ・フォールズ）（* 1985年）
- 2018年 - ダヴィデ・アストーリ、元サッカー選手（* 1987年）
- 2019年 - ジャン・スタロバンスキー、文芸評論家、哲学者（* 1920年）
- 2019年 - 大沢文夫、生物物理学者、名古屋大学・大阪大学名誉教授（* 1922年）
- 2019年 - テッド・リンジー、アイスホッケー選手（* 1925年）
- 2019年 - 飯塚正、政治家、元柏崎市長（* 1929年）
- 2019年 - 毛致用、政治家（* 1929年）
- 2019年 - 小出力[25]、物理化学者、大阪教育大学名誉教授（* 1930年）
- 2019年 - クラウス・キンケル、元政治家、弁護士、元副首相兼外相・BNP長官・法務大臣、元FDP党首（* 1936年）
- 2019年 - シドニー・ヴァーバ、政治学者、ハーバード大学カール・H・プフォルツハイマー大学名誉教授（* 1932年）
- 2019年 - キングコング・バンディ、プロレスラー（* 1957年）
- 2019年 - ルーク・ペリー、俳優（* 1966年）
- 2019年 - キース・フリント、ミュージシャン（プロディジー）（* 1969年）
- 2020年 - ハビエル・ペレス・デ・クエヤル、政治家、元ペルー首相、国際連合事務総長（* 1920年）
- 2020年 - ロベルト・シャフラカージェ、元陸上競技選手、1960年ローマ五輪金メダリスト（* 1933年）
- 2020年 - バーバラ・マーティン、歌手（元スプリームス）（* 1943年）
- 2020年 - 中川嘉朗[26]、ミュージシャン（CLUB SANDINISTA!）（* 1984年か1985年）
- 2021年 - ヘルムート・ヴィンシャーマン、オーボエ奏者、指揮者（* 1920年）
- 2021年 - 金築修[27]、教育学者、島根大学元学長・名誉教授（* 1923年か1924年）
- 2021年 - 三石信雄[28]、原子核工学者、九州大学名誉教授（* 1928年）
- 2021年 - ジョナサン・スタインバーグ、歴史学者、ペンシルベニア大学教授（* 1934年）
- 2021年 - バスカー・メノン (Bhaskar Menon) 、実業家、元EMI・キャピトル・レコードCEO（* 1934年）
- 2021年 - アブドゥルマジード・アル＝ガウード、政治家（* 1943年）
- 2021年 - アラン・カートライト、ベーシスト（元プロコル・ハルム）（* 1945年）
- 2021年 - 東郷哲也、政治家、元衆議院議員（*1971年）
- 2022年 - ミッチェル・ライアン、俳優（* 1934年）
- 2022年 - マロシ・パウラ、元フェンシング選手、1964年東京五輪金メダリスト（* 1936年）
- 2022年 - イワン・エドワーズ、合唱指揮者（* 1937年）
- 2022年 - 佐竹由美、ソプラノ歌手、国立音楽大学教授（* 1959年）
- 2022年 - シェーン・ウォーン、クリケット選手（* 1969年）
- 2023年 - 富岡幸雄、租税法学者、元国税庁官僚、公認会計士、中央大学名誉教授（* 1925年）
- 2023年 - 中真千子、女優（*1936年）
- 2023年 - 川辺光[29]、スポーツ社会学者、東京外国語大学名誉教授（* 1937年または1938年）
- 2023年 - ロムアウド・アルピ・フィリョ、元サッカー審判員（* 1939年）
- 2023年 - 野田道雄、実業家、元日新火災海上保険社長（* 1942年）
- 2024年 - 池上敏、作曲家、音楽教育者、山口大学名誉教授（* 1949年）
- 2024年 - TARAKO、声優、歌手（* 1960年）
- 2025年 - 三木尚子、歯科医、YouTuber（*1979年）

## 記念日・年中行事

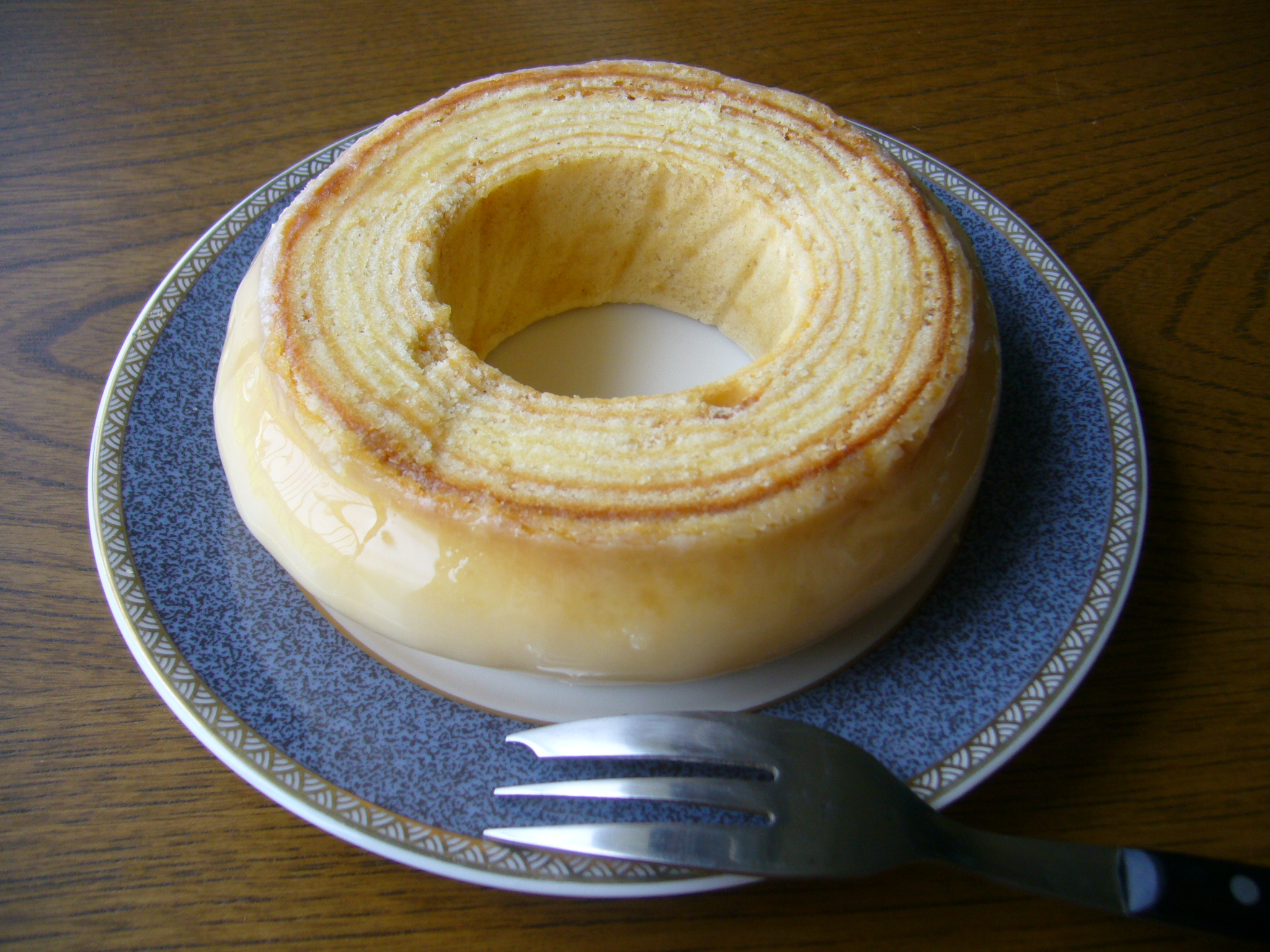
バウムクーヘンの日

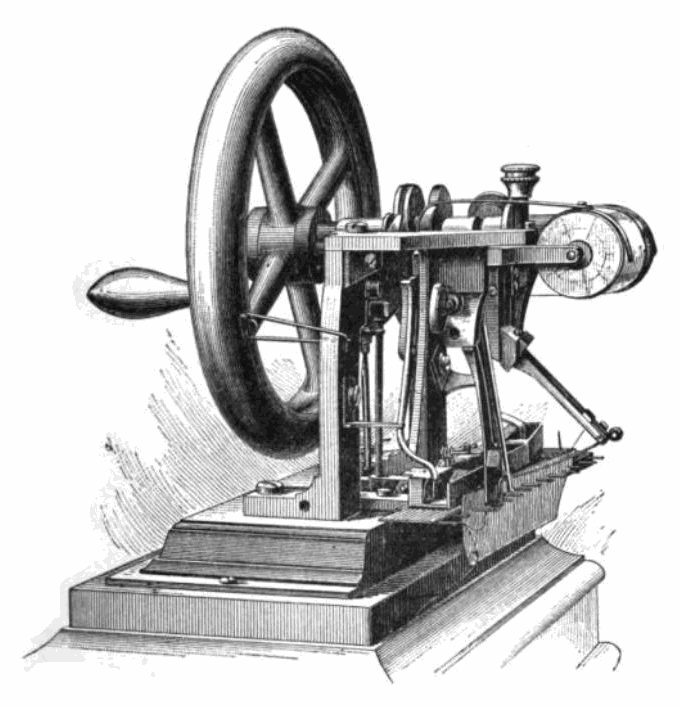
ミシンの日。画像はエリアス・ハウの発明した二重縫いミシン。

- バウムクーヘンの日（ 日本）
1919年3月4日に広島県物産陳列館（現在の原爆ドーム）で行われた「ドイツ作品展示会」で、カール・ユーハイムが日本で初めてドイツの伝統菓子のバウムクーヘンの製造販売をしたことに由来し、カール・ユーハイムが創業した製菓会社ユーハイムが2010年に制定。
- ミシンの日（ 日本）
日本家庭用ミシン工業会が1990年に制定。「ミ(3)シ(4)ン」の語呂合わせ。
- サッシの日（ 日本）
吉田工業（現YKK AP株式会社）が制定。「サッ(3)シ(4)」の語呂合わせ。
- スカーフの日 （ 日本）
日本スカーフ協会が制定。スカーフの魅力をさらに多くの人に知ってもらうのが目的。日付は、ヨーロッパではカトリックのミサの際に女性が三角形や四角形のベールを頭から被るのが礼儀とされ、ベールを忘れないように首に巻いたのがスカーフの始まりと言われていることから三角形と四角形の3と4で3月4日とした。
- 差し入れの日（ 日本）
日本残業協会が制定（残業の是非を問う団体ではない）。「差し入れ」を啓蒙することで、社内コミュニケーションの活性化を促し、業務効率のアップやモチベーションアップなどを図ることが目的。日付は「サ（3）シ（4）入れ」の語呂合わせから。
- 三姉妹の日（ 日本）
女性ばかりの姉妹の中でもひときわ華やかで絆が強いとされる長女・次女・三女の三姉妹。その調査・研究を行っている三姉妹総合研究所が制定。3と4で「三姉妹」と読む語呂合わせから。
- 雑誌の日（ 日本）
富士山マガジンサービスが2008年に制定。「ざっ(3)し(4)」の語呂合わせ。
- さんしんの日（ 日本）
琉球放送（RBCiラジオ）パーソナリティ上原直彦が1993年に提唱、琉球放送が2005年に制定。毎年この日に長時間の特別番組がRBC iラジオで放送される。沖縄楽器の三線＝「さん(3)しん(4)」の語呂合わせ。
- 酸蝕歯の日（ 日本）
グラクソ・スミスクラインの日本法人が制定。「さんしょく(3)し(4)」の語呂合わせ。
- 円の日（ 日本）
1869年（明治2年）のこの日、明治政府が貨幣を円形として金銀銅の貨幣を鋳造する円貨の制度を定めた。